# Културни центар „Светозар Марковић” Јагодина
| Културни центар „Светозар Марковић” Јагодина |                                      |
|                                              |                                      |
| Оснивач:                                     | Град Јагодина                        |
| Основан:                                     | 1951.                                |
| Седиште:                                     | Кнегиње Милице 25, · Јагодина Србија |
| Веб презентација                             | http://www.kcjagodina.rs/            |
| Контакт:                                     | 035/221-921                          |

Културни центар „Светозар Марковић” Јагодина је установа културе Града Јагодине, основан у периоду 1950-1951. године. До 1965. године установа је радила у оквиру Радничког универзитета све до 1974. године, кад се осамостаљује и прераста у Омладински културни центар.
Скупштина општине Јагодине донела је 26. децембра 1991. године Одлуку којом се Културни центар Јагодине организује као Јавна установа културе – Културни центар „Светозар Марковић” и то је званични назив који се користи и данас.
У Културном центру, под њеним кровом одвијају филмски, позоришни, ликовни, научни, културно-забавни, дечји, музички, научни програми и трибине, аматерски културно – уметнички садржаји, Школа анимираног филма и још низ културних активности.